# Luca Morelli
Domenico Luca Morelli (Ariano Irpino, 31 dicembre 1987) è un pilota motociclistico italiano.

## Carriera
Inizia la carriera a quattro anni nella categoria minicross. A sette anni partecipa al campionato regionale campano in classe 60 cm³ su moto Kawasaki KX, e vince tutte le gare. A nove anni disputa il campionato italiano minicross categoria junior in classe 80 cm³ con moto Kawasaki, concludendo la stagione al 4º posto della classifica generale.
Nel 2001 concorre al campionato italiano nella classe 80 cm³ conquistando il terzo posto in classifica generale. Nello stesso anno partecipa al Campionato europeo.
Nel 2002 esordisce in Coppa Italia, con moto Aprilia, nella classe 125 SP, ottenendo il 12º posto in classifica generale. L'anno successivo gareggia nella stessa classe, aggiudicandosi tre vittorie e tre podi e concludendo la stagione al 4º posto della classifica generale.
Nel 2004 esordisce nel campionato italiano ed anche in quello spagnolo, in entrambi i casi corre nella classe 125 su Aprilia, e ottiene il 7º posto a Vallelunga, il 6º posto a Misano, il 5º posto a Jarama e il 3º posto a Most (Repubblica Ceca).
Nel 2005 vince la prova della Tordis Cup tenutasi sul circuito di Magione, disputa le ultime due gare del campionato europeo nella classe 250 a Braga in Portogallo e a Cartagena in Spagna, ottenendo due podi, inoltre prende parte a due categorie del Campionato Italiano: classificandosi ventinovesimo nella Stock 1000 e ventisettesimo nella classe 125. Nel 2006 è iscritto al motomondiale in classe 250 con una Aprilia RSV 250 del team Nocable Angaia Racing. Ottiene due punti iridati con un quattordicesimo posto in Malesia.
Nel 2007 il Team Pedercini, che corre il mondiale Superbike, lo sceglie come pilota di una Ducati 999RS, il compagno di squadra è Dean Ellison. A partire dalla gara di Silverstone lascia il team Pedercini per passare a guidare una Honda CBR1000RR del team D.F.X. Corse in sostituzione di Steve Martin. Al termine della stagione totalizza 11 punti. In questa stessa stagione e sempre con Pedercini, prende parte alle prime due gare del CIV Superbike ottenendo otto punti. 
Nel 2008 disputa la prima parte di stagione del mondiale Superbike con una CBR1000RR del team Alto Evolution Honda e successivamente corre altri due Gran Premi con il team D.F. Racing, senza raccogliere piazzamenti a punti.
Nel 2009 partecipa alle prime quattro gare della Superstock 1000 FIM Cup con una Kawasaki ZX-10R del team Pro Action, ottenendo due punti e il 35º posto finale; con la stessa motocicletta, si classifica trentesimo nel CIV Stock 1000.

## Risultati in gara

### Motomondiale
| 2006 | Classe | Moto    |     |    |    |     |    |     |    |    |    |    |    |    |    |    |     |    |    | Punti | Pos. |
| ---- | ------ | ------- | --- | -- | -- | --- | -- | --- | -- | -- | -- | -- | -- | -- | -- | -- | --- | -- | -- | ----- | ---- |
| 2006 | 250    | Aprilia | Rit | 18 | 18 | Rit | 21 | Rit | 19 | 18 | 19 | 21 | NE | NP | 14 | 20 | Rit | 21 | 24 | 2     | 33º  |

| Legenda | 1º posto        | 2º posto            | 3º posto            | A punti      | Senza punti        | Grassetto – Pole position Corsivo – Giro più veloce |
| Legenda | Gara non valida | Non qual./Non part. | Ritirato/Non class. | Squalificato | '-' Dato non disp. | Grassetto – Pole position Corsivo – Giro più veloce |

### Campionato mondiale Superbike
| 2007 | Moto           |  |  |  |  |    |    |     |     |     |    |     |    |    |    |    |    |     |    |    |    |     |     |    |    |     |    |  |  | Punti | Pos. |
| ---- | -------------- |  |  |  |  | -- | -- | --- | --- | --- | -- | --- | -- | -- | -- | -- | -- | --- | -- | -- | -- | --- | --- | -- | -- | --- | -- |  |  | ----- | ---- |
| 2007 | Ducati e Honda |  |  |  |  | 16 | 17 | Rit | Rit | Rit | 14 | Rit | NP | 12 | AN | 13 | 18 | Rit | 16 | 17 | 18 | Rit | Rit | 16 | 17 | Rit | 14 |  |  | 11    | 22º  |

| 2008 | Moto  |     |     |     |    |    |    |     |     |    |     |  |  |  |  |  |  |  |  |    |    |     |     |  |  |  |  |  |  | Punti | Pos. |
| ---- | ----- | --- | --- | --- | -- | -- | -- | --- | --- | -- | --- |  |  |  |  |  |  |  |  | -- | -- | --- | --- |  |  |  |  |  |  | ----- | ---- |
| 2008 | Honda | Rit | Rit | Rit | NP | 18 | 23 | Rit | Rit | 17 | Rit |  |  |  |  |  |  |  |  | 21 | 24 | Rit | Rit |  |  |  |  |  |  | 0     |      |

| Legenda | 1º posto        | 2º posto            | 3º posto           | A punti      | Senza punti        | Grassetto – Pole position Corsivo – Giro più veloce |
| Legenda | Gara non valida | Non qual./Non part. | Ritirato/Non class | Squalificato | '-' Dato non disp. | Grassetto – Pole position Corsivo – Giro più veloce |